# Stichorkis beccarii
Stichorkis beccarii là một loài thực vật có hoa trong họ Lan. Loài này được (Ridl.) Marg., Szlach. & Kulak mô tả khoa học đầu tiên năm 2008.